# Środkowa Frankonia
Środkowa Frankonia (niem. Mittelfranken) – kraina historyczna w południowych Niemczech, współcześnie okręg (niem. Bezirk) oraz rejencja w kraju związkowym Bawaria. Stolicą Środkowej Frankonii jest Ansbach. Inne większe miasta to Norymberga, Erlangen i Fürth. Przez Środkową Frankonię przepływa rzeka Pegnitz. Znajduje się w niej Szwajcaria Frankońska.

## Podział administracyjny
Rejencja Środkowa Frankonia dzieli się na:
- dwa regiony planowania (Planungsregion)
- pięć miast na prawach powiatu (Stadtkreis)
- siedem powiatów ziemskich (Landkreis)

Regiony planowania:
| Lp. | Nazwa regionu planowania      | Ludność (31.12.2010) | Powierzchnia km² | Liczba miast na prawach powiatu | Liczba powiatów |
| --- | ----------------------------- | -------------------- | ---------------- | ------------------------------- | --------------- |
| 1   | Industrieregion Mittelfranken | 1.301.504            | 2.935,00         | 4                               | 4               |
| 2   | Westmittelfranken             | 410.062              | 4.310,10         | 1                               | 3               |

Miasta na prawach powiatu:
| Lp. | Nazwa miasta        | Ludność (31.12.2010) | Powierzchnia km² |
| --- | ------------------- | -------------------- | ---------------- |
| 1   | Ansbach             | 40.253               | 99,92            |
| 2   | Erlangen            | 105.629              | 76,95            |
| 3   | Fürth               | 114.628              | 63,35            |
| 4   | Norymberga Nürnberg | 505.664              | 186,38           |
| 5   | Schwabach           | 38.879               | 40,80            |

Powiaty ziemskie:
| Lp. | Nazwa powiatu                       | Ludność (31.12.2010) | Powierzchnia km² | Liczba gmin |
| --- | ----------------------------------- | -------------------- | ---------------- | ----------- |
| 1   | Ansbach                             | 179.925              | 1.972,00         | 58          |
| 2   | Erlangen-Höchstadt                  | 131.448              | 564,57           | 25          |
| 3   | Fürth                               | 114.810              | 307,60           | 14          |
| 4   | Neustadt an der Aisch-Bad Windsheim | 97.558               | 1.267,40         | 38          |
| 5   | Norymberga Nürnberger Land          | 166.260              | 800,09           | 27          |
| 6   | Roth                                | 124.186              | 895,18           | 16          |
| 7   | Weißenburg-Gunzenhausen             | 92.326               | 970,83           | 27          |